# Região da Capital (Islândia)
A Grande Reiquiavique ou Região da Capital (em islandês: Höfuðborgarsvæði) é uma região no sudoeste da Islândia que compreende a capital nacional Reiquiavique e seis municípios ao seu redor. Cada município tem seu próprio conselho eleito. Os governos municipais cooperam extensivamente em vários campos: por exemplo, política de resíduos, transporte público compartilhado e uma brigada de incêndio conjunta.
A região é de longe a maior área urbana da Islândia. A população da Grande Reiquiavique de 233 034 compreende cerca de 64% da população da Islândia, em uma área que é apenas pouco mais de 1% do território total do país. O tamanho da área da Grande Reiquiavique é calculado a partir da área de seus municípios constituintes, incluindo grandes áreas do interior, não o núcleo urbano que é muito menor, com cerca de 120 quilômetros quadrados.

## Municípios
Dos sete municípios que compõem a área da Grande Reiquiavique, Reiquiavique é de longe o mais populoso, com 131 136 habitantes; Kjósarhreppur é o menos povoado com apenas 238 residentes, mas tem a maior área: 287,7 quilômetros quadrados. Seltjarnarnes é o menor município com uma área de 2,3 quilômetros quadrados
| Municípios    | População (2020) | Área (km2) | Densidade (hab/km2) |
| ------------- | ---------------- | ---------- | ------------------- |
| Reiquiavique  | 131 136          | 277,1      | 473,2               |
| Kópavogur     | 37 959           | 83,7       | 453,5               |
| Hafnarfjördur | 29 971           | 143,3      | 209,1               |
| Gardabaer     | 16 924           | 74,4       | 227,5               |
| Mosfellsbaer  | 12 073           | 193,7      | 62,3                |
| Seltjarnarnes | 4 726            | 2,3        | 2 054,8             |
| Kjósarhreppur | 245              | 2 877      | 0,9                 |
| Total         | 233 034          | 1 062,2    | 219,4               |

## Assentamentos
Outras localidades na região que não são municípios incluem:
- Álftanes
- Kjalarnes
- Mosfellsdalur